# Стоян Минов
Стоян Минов Велков е български офицер, генерал-лейтенант.

## Биография
Стоян Велков е роден на 3 юли 1925 г. в село Медникарово. Учи в гимназия в Харманли, където е осъден за идеите си. Поради непълнолетието си получава едногодишна присъда, която излежава в Хасковския затвор от 1943 до 1944 г.
След 9 септември 1944 г. влиза в Българската народна армия. Между 1945 и 1948 г. учи в Народното военно училище „Георги Бенковски“. От 1953 до 1955 г. е командир на двадесет и първи изтребителен авиополк, базиран в Узунджово. През 1958 г. завършва Военнотехническата академия. От 1959 г. е командир на десета изтребителна авиодивизия.
Първоначално е заместник-командир, а от 1966 до 1970 г. е командир на десети смесен авиационен корпус. От 8 юли 1975 г. е генерал-лейтенант. Бил е началник на Висшето народно военновъздушно училище „Георги Бенковски“ в Долна Митрополия, командващ авиацията на ПВО и ВВС и други. Пенсионира се на 20 май 1992 г.
Стоян Велков е летец първи клас и заслужил летец на Народна република България. Носител на орден „Народна република България“ II ст. (1975) и I ст. (1985).

## Образование
- Народно военно училище „Георги Бенковски“ – 1945 – 1948
- Военнотехническа академия – до 1958